# El Carbayón (diario)
El Carbayón fue un periódico español publicado en Oviedo entre 1879 y 1936.

## Historia
El periódico, nacido el 5 de octubre de 1879, fue fundado por los hermanos tipógrafos Laruelo y Rogelio Jove y Bravo con motivo de la controversia provocada por la tala del Carbayón. Quedó bajo la dirección de Rogelio Jove y Bravo. Entre sus colaboradores iniciales destacaron Fermín Canella Secades, Rafael Sarandeses, Maximiliano Arboleya (este último fue director también del periódico en diferentes mandatos). Otro destacado colaborador fue «Clarín». 
En sus inicios el periódico tuvo una periodicidad semanal, pasando posteriormente a bisemanal y, finalmente, a diaria.
Acuñaba el lema «Periódico de intereses morales y materiales», aunque también se denominó «Diario asturiano de la mañana» y más tarde «Decano de la Prensa de Oviedo».
En 1910 absorbió al diario La Opinión y más tarde, en 1921, a El Pueblo Astur. En la década de 1920 escribió en el periódico Gonzalo Torrente Ballester, que había cursado Derecho en la Universidad de Oviedo.
El periódico dejó de editarse el 18 de julio de 1936.
En su primera edición indicó: 

Aquí estuvo el Carbayón, 

seiscientos años con vida 

y cayó sin compasión 

bajo el hacha fratricida 

de nuestra corporación. 

Este pasquín respetad, 

si sois buenos ovetenses, 

y en su memoria llorad 

todos los aquí presentes 

por el que honró a la ciudad

## Directores
- Rogelio Jove y Bravo.
- Maximiliano Arboleya.
- Marcelino Trapiello.
- Mariano Sánchez Roca.
- Gonzalo Merás y Navia-Osorio.
- José Díaz Sarri.
- Juan Antonio Cabezas.
- Eduardo Quiñones.
- Segundo López del Camino.